# Tapeinosperma vestitum
Tapeinosperma vestitum är en viveväxtart som beskrevs av Carl Christian Mez. Tapeinosperma vestitum ingår i släktet Tapeinosperma och familjen viveväxter. Inga underarter finns listade i Catalogue of Life.